# Deloencyrtus
Deloencyrtus is een geslacht van vliesvleugeligen uit de familie Encyrtidae. De wetenschappelijke naam van dit geslacht is voor het eerst geldig gepubliceerd in 1967 door De Santis.

## Soorten
Het geslacht Deloencyrtus is monotypisch en omvat slechts de volgende soort:
- Deloencyrtus kuscheli (De Santis, 1955)